# 桑特雷 (默尔特-摩泽尔省)
桑特雷（法語：Ceintrey，法語發音：[sɛ̃tʁɛ]）是法国默尔特-摩泽尔省的一个市镇，位于该省中部偏西，属于南锡区和桑图瓦地区市镇公共社区，其市镇面积为11平方公里，2022年1月1日时人口数量为911人。

## 行政
桑特雷的邮政编码为54134，INSEE市镇编码为54109。

## 地理

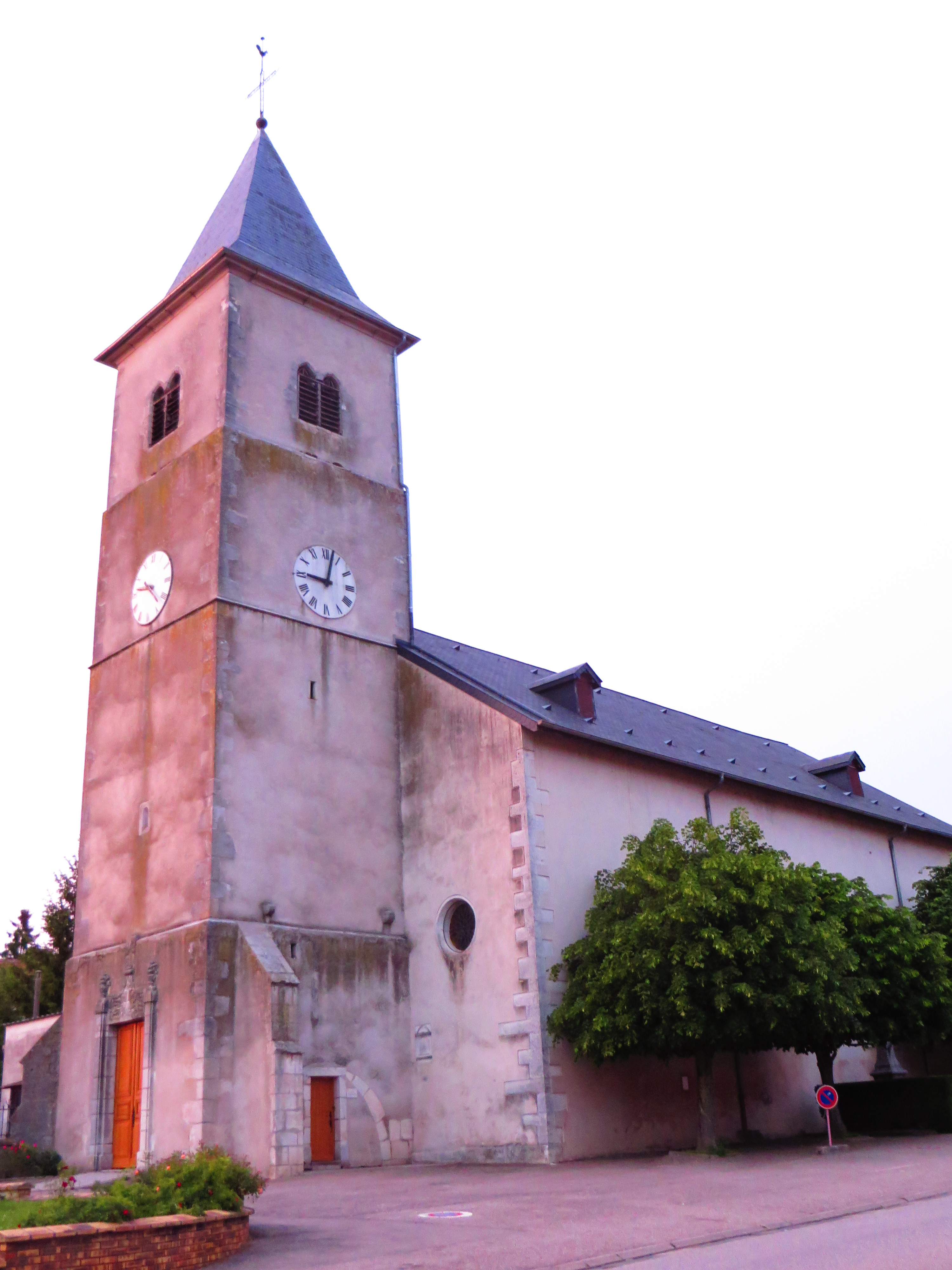
圣雷米教堂

桑特雷（48°31'30"N, 6°9'54"E）位于法国东北部，大东部大区中部偏东和默尔特-摩泽尔省南部，距离省会南锡大约21公里。
与桑特雷接壤的市镇包括：欧特雷、贝内、布雷农河畔克莱雷、摩泽尔河畔弗拉维尼、热贝库尔和阿普勒蒙、勒曼维尔、皮利尼、瓦内蒙。
马东河流经境内。
桑特雷境内以浅丘地貌为主，海拔在229至376米之间。
按照柯本气候分类法，桑特雷属于带有大陆性特征的温带海洋性气候，降水分布均匀，偶有极端天气。

## 交通
默尔特-摩泽尔省省道D5线、D6线、D61线和D913线在桑特雷境内交汇。

## 政治
现任桑特雷市长为让-保罗·罗贝尔先生（Jean-Paul Robert）。

## 人口
| 年份   | 1936 | 1946 | 1954 | 1962 | 1968 | 1975 | 1982 | 1990 | 1999 | 2006 | 2007 | 2008 | 2013 | 2018 |
| ------ | ---- | ---- | ---- | ---- | ---- | ---- | ---- | ---- | ---- | ---- | ---- | ---- | ---- | ---- |
| 人口數 | 501  | 479  | 535  | 524  | 489  | 552  | 630  | 698  | 741  | 775  | 780  | 785  | 913  | 930  |